# Spelaeabraeus georgii
Spelaeabraeus georgii är en skalbaggsart som beskrevs av Vienna 1981. Spelaeabraeus georgii ingår i släktet Spelaeabraeus och familjen stumpbaggar. Inga underarter finns listade i Catalogue of Life.